# 181 (عدد)
181 هو عدد صحيح. طبيعي بين 180 و182

## في الرياضيات

### خصائص
- 181عدد أولي
- 181عدد فردي
- 181عدد ناقص